# Керзерхо
Керзерхо (фр. Kerzérho — местность в 8 км к северо-востоку от Карнака в коммуне Эрдевен, провинция Бретань, Франция. Известна своим крупным мегалитическим комплексом — кромлехом.

## Описание

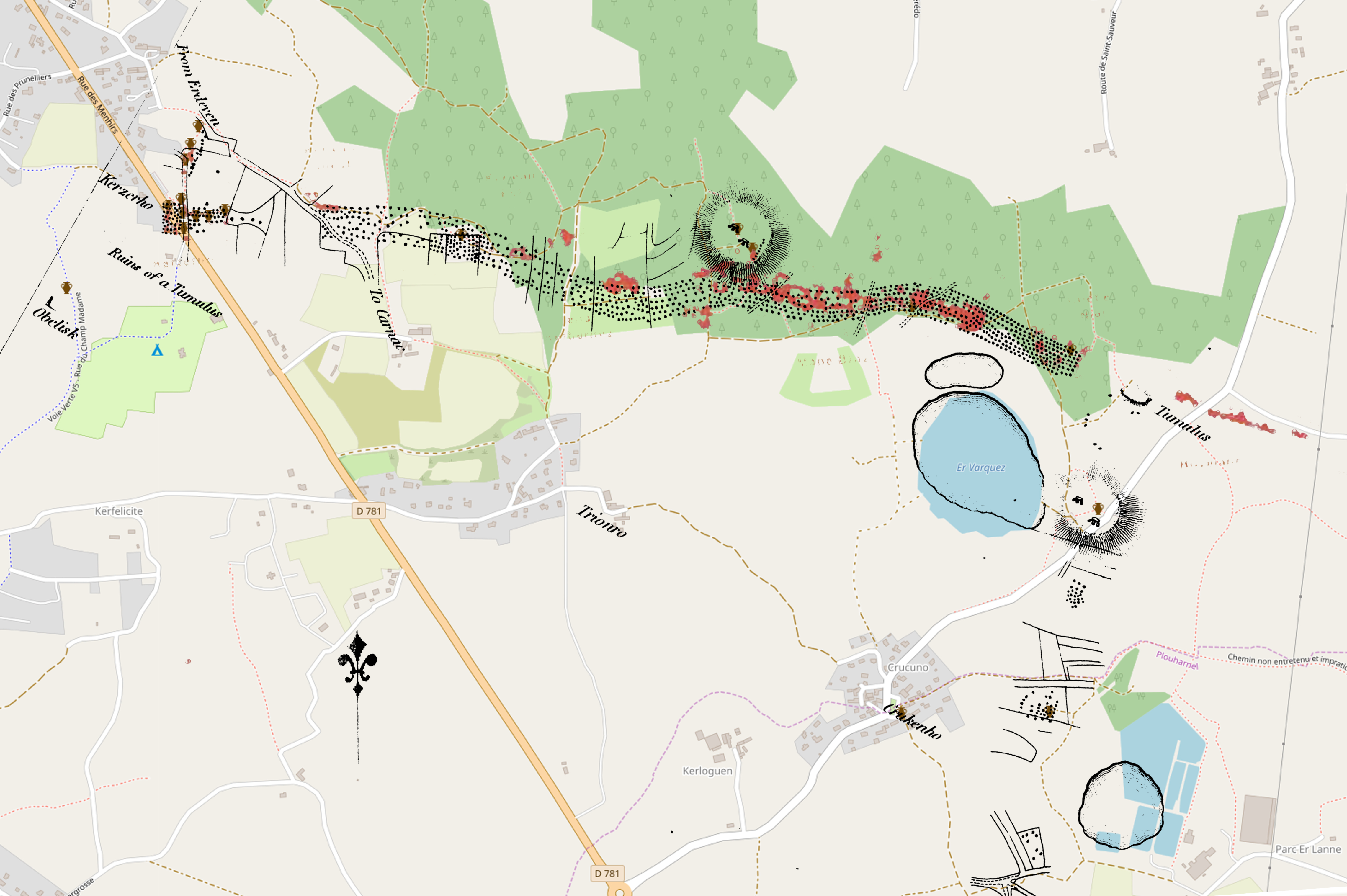
Приблизительное состояние объекта в 1832 году согласно плану Мюррея Викара (красные точки соответствуют мегалитам, всё еще находящимся на месте согласно отчёту Региональной службы археологии Бретани 2007 года)

Комплекс состоит из 10 рядов по 165 менгиров, которые пересекает шоссе Эрдевен — Плуарнель . Наиболее крупные мегалиты сосредоточены в западной части комплекса .
Первоначально в комплексе могло быть более чем 1100 камней, занимавших территории длиной более 2 км длиной и 64 м шириной. Древний кромлех мог разрушен во время расширения дороги .
Менгиры датируются неолитом.
Менгиры Керзерхо наряду с мегалитами Таблё-дю-сакрифис были включены в список исторических памятников Франции в 1862 году.

## Легенда
По легенде менгиры Керзерхо считаются римскими солдатами, окаменевшими в наказание за преследование святого Корнелия. Основная часть подобных камней находится в Карнаке.

## Галерея

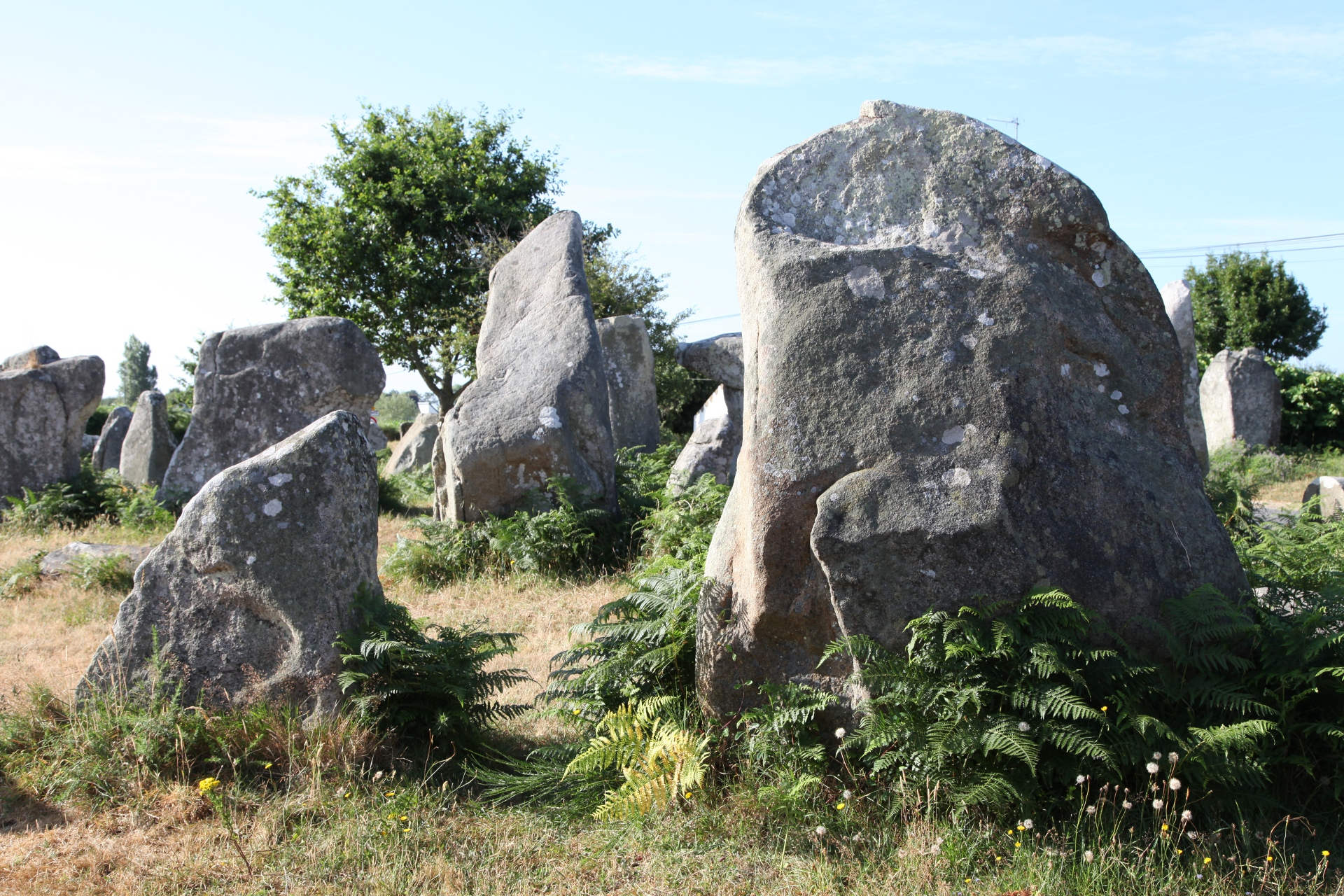
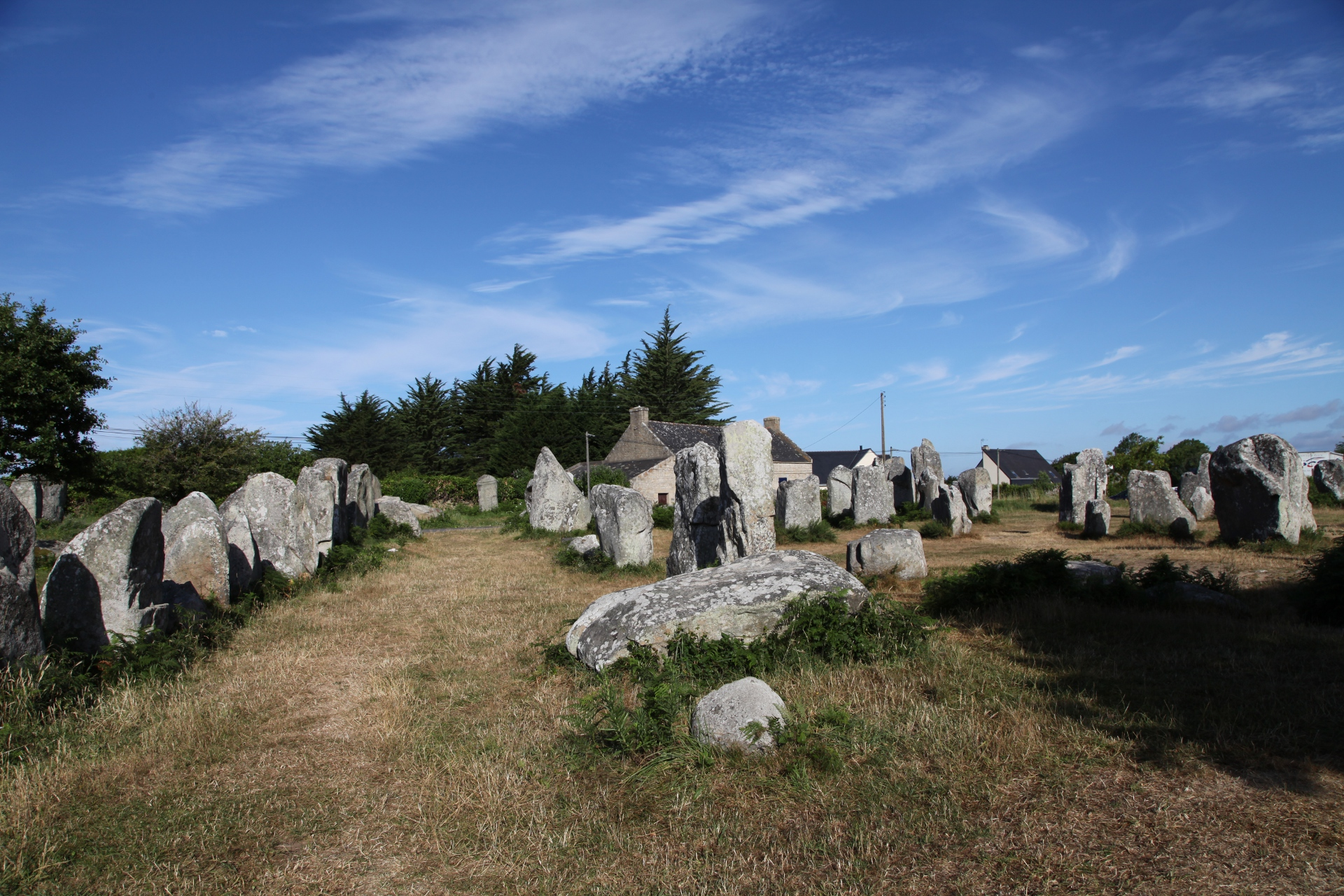
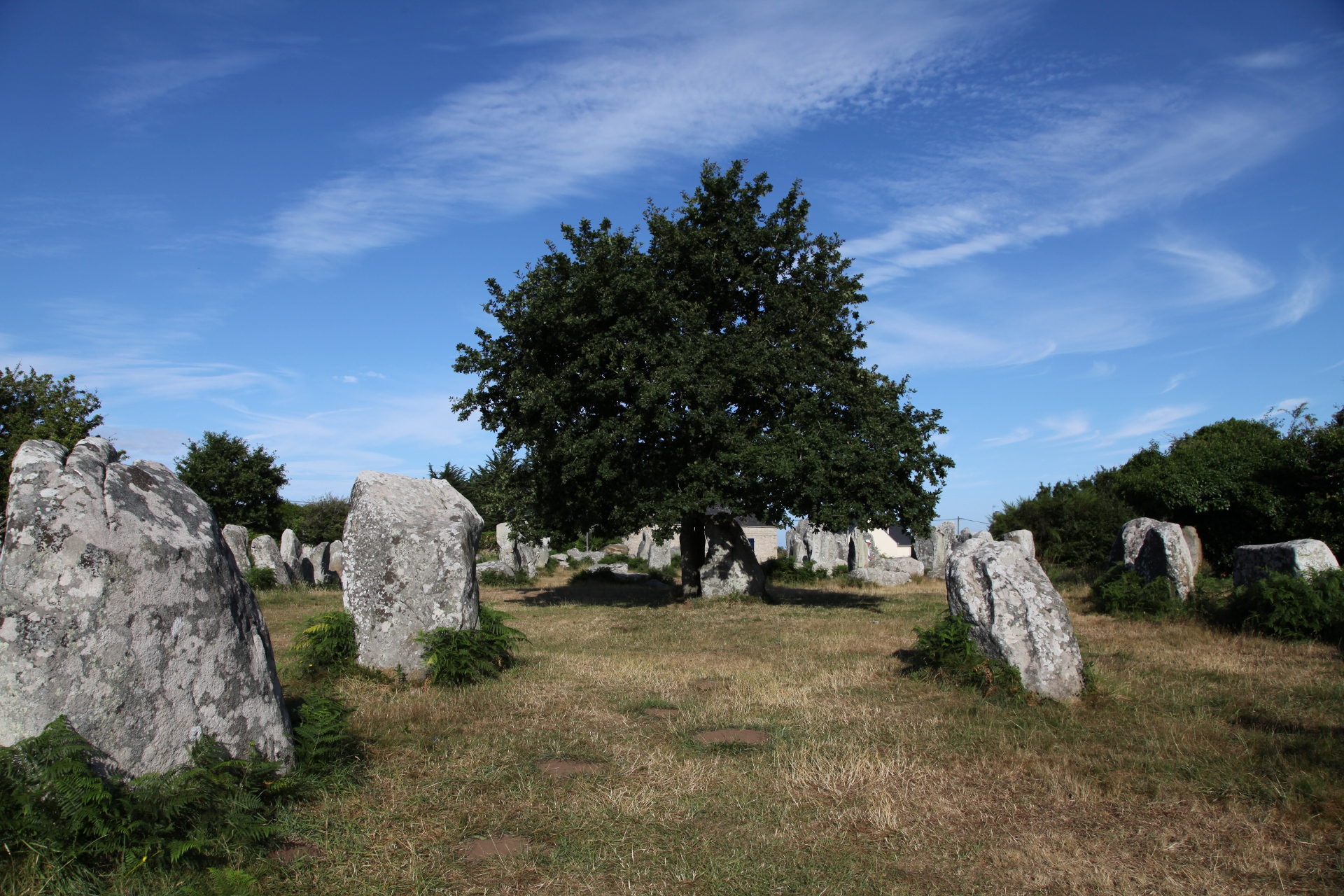
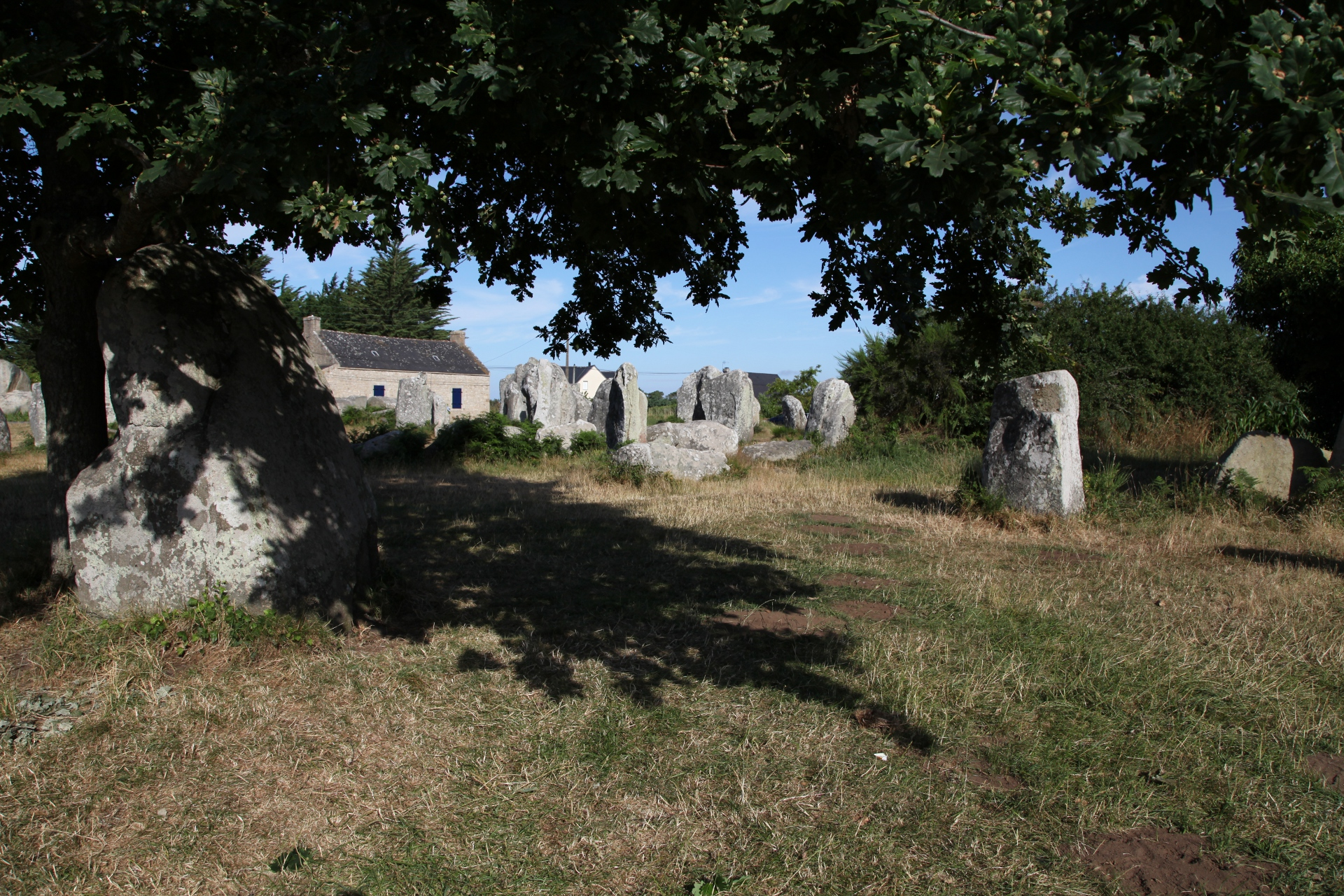